# Suzy Chaffee
Suzanne Stevia »Suzy« Chaffee, ameriška alpska smučarka in filmska igralka, * 29. november 1946, Rutland, Vermont, ZDA.
Nastopila je na Olimpijskih igrah 1968, kjer dosegla sedemnajsto mesto v veleslalomu in 28. v smuku. Na Svetovnem prvenstvu 1966 je osvojila četrto mesto v smuku. V svetovnem pokalu je tekmovala dve sezoni med letoma 1967 in 1968. V skupnem seštevku svetovnega pokala je bila najvišje na šestnajstem mestu leta 1967, ko je bila tudi deseta v smukaškem seštevku.